# Historia de los dos hermanos

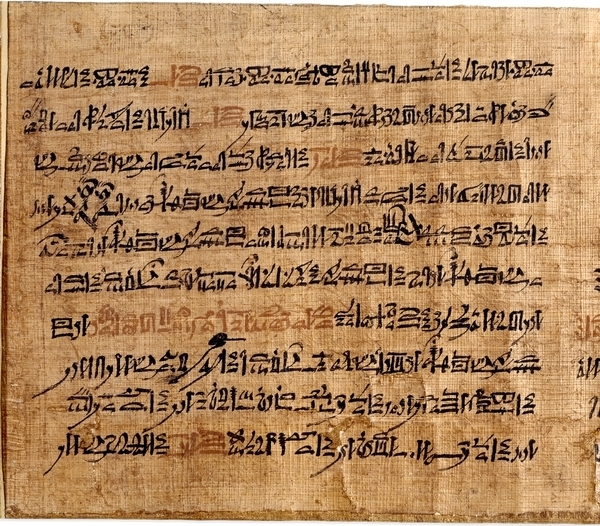
Plana de la Historia de los dos hermanos, del Papiro d'Orbiney, conservado en el Museo Británico.

La Historia de los dos hermanos es un antiguo relato egipcio escrito a finales de la Dinastía XIX, ca. siglo XIII a. C. Nos ha llegado una copia en buen estado en el Papiro D'Orbiney, conservado en el Museo Británico con la referencia EA 10183.
El cuento incide en los tipos humanos, describiendo sus caracteres. El papiro perteneció a Seti II, y parece ser una sátira política basada en las dificultades que tuvo con su hermano Amenmeses. Fue escrito por el escriba Ennana, aunque en el colofón también cita a los escribas Hori y Meremope.
El texto tiene semejanzas con el relato de José en la casa de Putifar, incluso podría tratarse de dos versiones de la misma historia. Otros elementos parecen estar basados en los mitos de la muerte y resurrección de Osiris. Los nombres de los protagonistas, Anpu y Bata, son los de dioses del nomo 17 del Alto Egipto, llamado también Anpu.

## Descripción
El Papiro D'Orbiney está escrito en hierático, con el texto estructurado en 24 secciones repartidas en 19 páginas, siete de las cuales tienen nueve líneas y el resto diez. Tanto en el epílogo como en la dedicatoria se menciona al príncipe y futuro faraón Seti II y firma Ennana, que asegura haberlo escrito bajo la dirección del escriba del Tesoro, Kagab y los escribas Hori y Meremope. 
El estilo es el que se hizo popular en el Imperio Nuevo (1550-1070 a. C.). Bajo la apariencia de un cuento popular, el estilo es menos formal que el utilizado en el Imperio Medio (2040-1750 a. C.). Los personajes y sus relaciones son realistas, aunque los acontecimientos son pura fantasía. 

## Argumento
Los hermanos Anpu y Bata viven como padre e hijo. Un día, el primero emprende un viaje y su mujer aprovecha su soledad para seducir a su cuñado Bata, quien se niega. Rechazada, a la vuelta de su marido, la mujer de Anpu miente y le cuenta que Bata no ha cesado de acosarla. Enfadado, Anpu decide matar a su hermano pequeño, quien no tiene más remedio que huir para sobrevivir. Ra-Horajti crea un río entre ambos lleno de cocodrilos para que Anpu no pueda cruzarlo y acabar con la vida de su hermano pequeño. Desde una orilla, Bata le cuenta la verdad a su hermano y como prueba de veracidad se corta el pie. 
Arrepentido, Anpu vuelve a casa y mata a su esposa, mientras que su hermano Bata permanece en un oasis de cedros hasta que Jnum crea una mujer para él y cuyo corazón esconde en uno de esos cedros. El faraón, que descubre tal hecho, decide raptar a la mujer y cortar el árbol, muriendo así Bata. Por su parte, Anpu regresa en busca de su hermano y, al encontrarle muerto, decide encontrar el corazón de la extraña mujer. Una vez encontrado, al cabo de los años, en una piña que plantó, Bata resucita y clama venganza. Transformado en toro y con la ayuda de su hermano, Bata se presenta en palacio y revela allí su identidad a su esposa, quien ordena matarle. Dos gotas de su sangre caen al suelo y de ellas crecen dos grandes perseas, que la mujer ordena también cortar. Entonces, una astilla le entra en la boca y queda embarazada, dando a luz a una reencarnación de Bata, reconocida como heredera al trono. 
Tras la muerte del faraón, Bata es nombrado como tal y se descubre toda la historia -revelada por él mismo a sus consejeros-, se castiga a la mujer y Anpu se traslada, junto a su hermano, a palacio como próximo heredero.

## Interpretación
La historia de los dos hermanos no es solo un cuento de hadas, tiene una interpretación política. Termina con una fórmula amenazadora que advierte a sus lectores contemporáneos de interpretaciones erróneas, y relaciona la estirpe de Ramsés con la esfera divina: en un periodo de crisis justo antes de la coronación de Seti II, era necesario relacionar la dinastía con una deidad. En la historia de los dos hermanos esa deidad es Bata, cuya identidad con Seth se establece claramente en un papiro mágico contemporáneo, y siglos más tarde por el papiro Jumilhac.
La finalidad de la historia explica algunas reminiscencias a la mitología de Baal traída a Egipto por los hicsos, ya que la estirpe de los ramésidas era de origen hicso. La historia de los dos hermanos está creada en un contexto histórico determinado y con fines propagandísticos.